# Пекпулатово
Пекпулатово (мар. Пекпулат почиҥга) — деревня в Сернурском районе Республики Марий Эл. Входит в состав Верхнекугенерского сельского поселения.

## География
Находится в северо-восточной части республики Марий Эл на расстоянии приблизительно 7 км на юг-юго-восток от районного центра посёлка Сернур.

## История
Впервые деревня Пекпулатово упоминается в 1877 году как починок Энер-Мучаш, в котором было 7 дворов. В 1885 году в починке (уже Пекпулатово) числилось 12 дворов и 75 человек по национальности мари. В 1975 году в 13 домах проживали 55 человек. В 2005 года в деревне насчитывалось 8 дворов. В советское время работали колхозы «Ломбер» и имени Калинина.

## Население
Население составляло 30 человек (мари — 97 %) в 2002 году, и 28 человек в 2010.